# Suhoi Su-15
Suhoi Su-15 (cod NATO: Flagon) a fost un interceptor bimotor proiectat pentru a înlocui modelul Suhoi Su-11 în URSS în anii 1960.